# Udotea
Genre
Udotea est un genre d'algues vertes de la famille des Udoteaceae.

## Étymologie
L'étymologie du nom de genre Udotea n'est pas claire. Il pourrait être la dérivation du latin udo, « humecter, mouiller », udus, « chargé d'eau, humecté ». Certains y voient une origine grecque ύδωρ / ydor, eau.
Littler et Littler (1990) donnent de nombreuses références étymologiques d'épithètes spécifiques de diverses espèces d'Udotea tropicales, voir les notes de la section « Liste des espèces ».

## Liste des espèces
Selon AlgaeBase (1 mai 2013) :
- Udotea abbottiorum D.S.Littler & M.M.Littler[note 1]
- Udotea argentea Zanardini
- Udotea caribaea D.S.Littler & M.M.Littler
- Udotea conglutinata (J.Ellis & Solander) J.V.Lamouroux
- Udotea cyathiformis Decaisne
- Udotea dixonii D.S.Littler & M.M.Littler[note 2]
- Udotea dotyi D.S.Littler & M.M.Littler[note 3]
- Udotea fibrosa D.S.Littler & M.M.Littler[note 4]
- Udotea flabellum (J.Ellis & Solander) M.A.Howe (espèce type)
- Udotea fragilifolia C.K.Tseng & M.L.Dong
- Udotea geppiorum Yamada
- Udotea glaucescens Harvey ex J.Agardh
- Udotea goreaui D.S.Littler & M.M.Littler[note 5]
- Udotea halimeda Kützing
- Udotea indica A.Gepp & E.S.Gepp
- Udotea kuetzingii De Toni
- Udotea looensis D.S.Littler & M.M.Littler[note 6]
- Udotea luna D.S.Littler & M.M.Littler[note 7]
- Udotea norrisii D.S.Littler & M.M.Littler[note 8]
- Udotea occidentalis A.Gepp & E.S.Gepp
- Udotea orientalis A.Gepp & E.S.Gepp
- Udotea palmetta Decaisne
- Udotea papillosa A.Gepp & E.Gepp
- Udotea polychotomis Cordero
- Udotea reniformis C.K.Tseng & Dong
- Udotea spinulosa M.A.Howe
- Udotea tenax C.K.Tseng & M.L.Dong
- Udotea tenuifolia C.K.Tseng & M.L.Dong
- Udotea unistratea D.S.Littler & M.M.Littler[note 9]
- Udotea velutina C.K.Tseng & M.L.Dong
- Udotea verticillosa A.Gepp & E.S.Gepp
- Udotea wilsonii A.Gepp, E.S.Gepp & M.A.Howe
- Udotea xishaensis C.K.Tseng & Dong
- Udotea yamadae Tanaka & Itono

Selon ITIS (1 mai 2013) :
- Udotea argentea Zanardini, 1858
- Udotea conglutinata
- Udotea cyathiformis
- Udotea flabellum (J. Ellis & D. Solander) Howe
- Udotea geppii Yamada
- Udotea javensis (Mont.) Gepp. & Gepp.
- Udotea orientalis Yamada
- Udotea petiolata
- Udotea polychotomis
- Udotea spinulosa Howe

Selon World Register of Marine Species (1 mai 2013) :
- Udotea abbottiorum D.S.Littler & M.M.Littler, 1990
- Udotea argentea Zanardini, 1858
- Udotea caribaea D.S.Littler & M.M.Littler, 1990
- Udotea conglutinata (J.Ellis & Solander) J.V.Lamouroux, 1816
- Udotea cyathiformis Decaisne, 1842
- Udotea dixonii D.S.Littler & M.M.Littler, 1990
- Udotea dotyi D.S.Littler & M.M.Littler, 1990
- Udotea fibrosa D.S.Littler & M.M.Littler, 1990
- Udotea flabellum (J.Ellis & Solander) M.A.Howe, 1904
- Udotea fragilifolia C.K.Tseng & M.L.Dong, 1975
- Udotea geppiorum Yamada, 1930
- Udotea glaucescens Harvey ex J.Agardh, 1887
- Udotea goreaui D.S.Littler & M.M.Littler, 1990
- Udotea halimeda Kützing, 1849
- Udotea indica A.Gepp & E.S.Gepp, 1911
- Udotea kuetzingii De Toni, 1889
- Udotea looensis D.S.Littler & M.M.Littler, 1990
- Udotea luna D.S.Littler & M.M.Littler, 1990
- Udotea norrisii D.S.Littler & M.M.Littler, 1990
- Udotea occidentalis A.Gepp & E.S.Gepp, 1911
- Udotea orientalis A.Gepp & E.S.Gepp, 1911
- Udotea palmetta Decaisne, 1842
- Udotea papillosa A.Gepp & E.Gepp, 1911
- Udotea reniformis C.K.Tseng & Dong, 1975
- Udotea spinulosa M.A.Howe, 1909
- Udotea tenax C.K.Tseng & M.L.Dong, 1975
- Udotea tenuifolia C.K.Tseng & M.L.Dong, 1975
- Udotea unistratea D.S.Littler & M.M.Littler, 1990
- Udotea velutina C.K.Tseng & M.L.Dong, 1975
- Udotea verticillosa A.Gepp & E.S.Gepp, 1909
- Udotea wilsonii A.Gepp, E.S.Gepp & M.A.Howe, 1911
- Udotea xishaensis C.K.Tseng & Dong, 1975
- Udotea yamadae Tanaka & Itono, 1977